# Ohmig

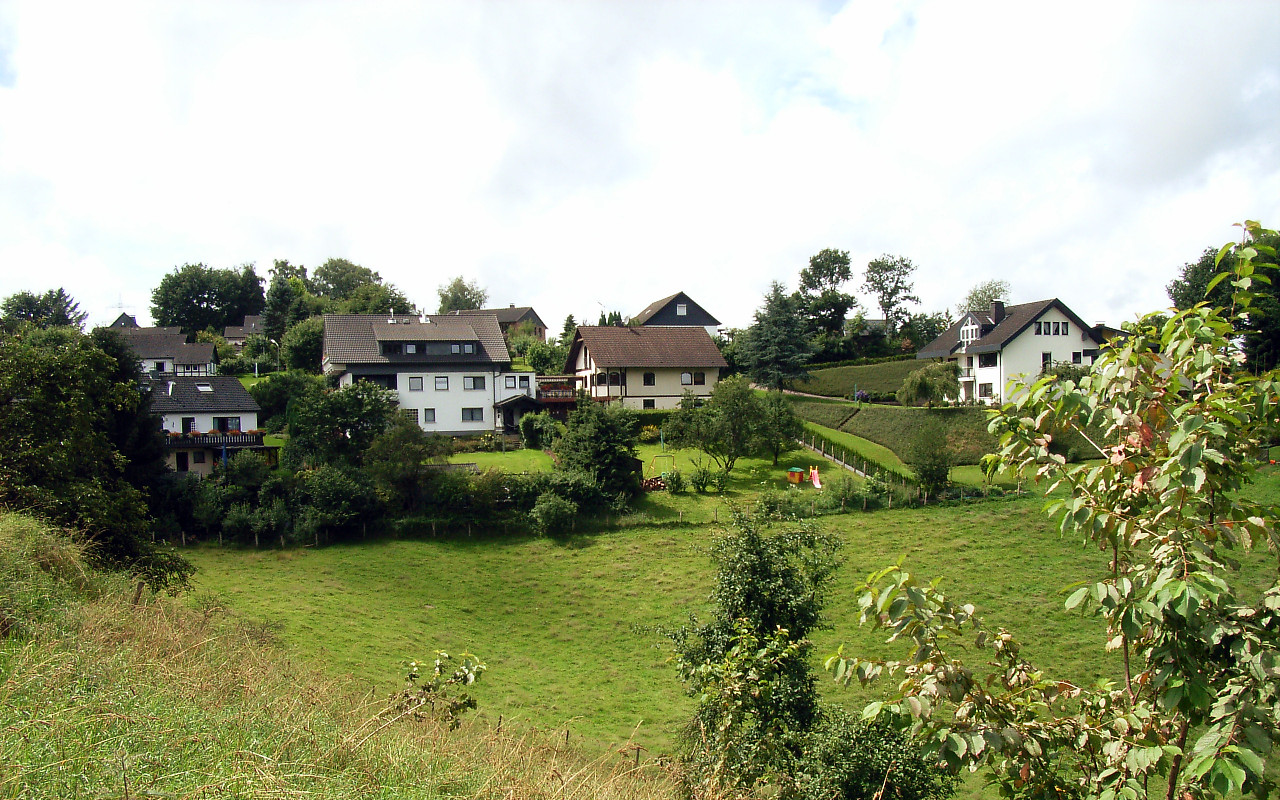
Blick auf Ohmig von Osten

Ohmig ist ein Ortsteil von Gummersbach im Oberbergischen Kreis im südlichen Nordrhein-Westfalen, Deutschland.

## Geographie
Der südlichste Ortsteil Gummersbachs liegt ca. 9,3 km vom Stadtzentrum entfernt und grenzt an die Stadt Wiehl. Der Ort liegt in der Nähe der Bundesautobahn 4.

## Geschichte
Ohmig bildet zusammen mit den Ortsteilen Bünghausen, Hömel und Hunstig eine Ortsgemeinschaft, die auf mehr als 550 Jahre gemeinsame Geschichte zurückblickt. Bis 1969 gehörte Ohmig wie die drei anderen Orte zur damaligen Gemeinde Bielstein und wurde dann im Zuge der Gemeindereform ein Teil der Stadtgemeinde Gummersbach.

## Sonstiges
Das Dörfchen erhält in der kalten Jahreszeit alljährlich vorübergehenden Bevölkerungszuwachs, da hier traditionell Kleinzirkusse ihr Winterquartier nehmen.